# Inline alpine slalom

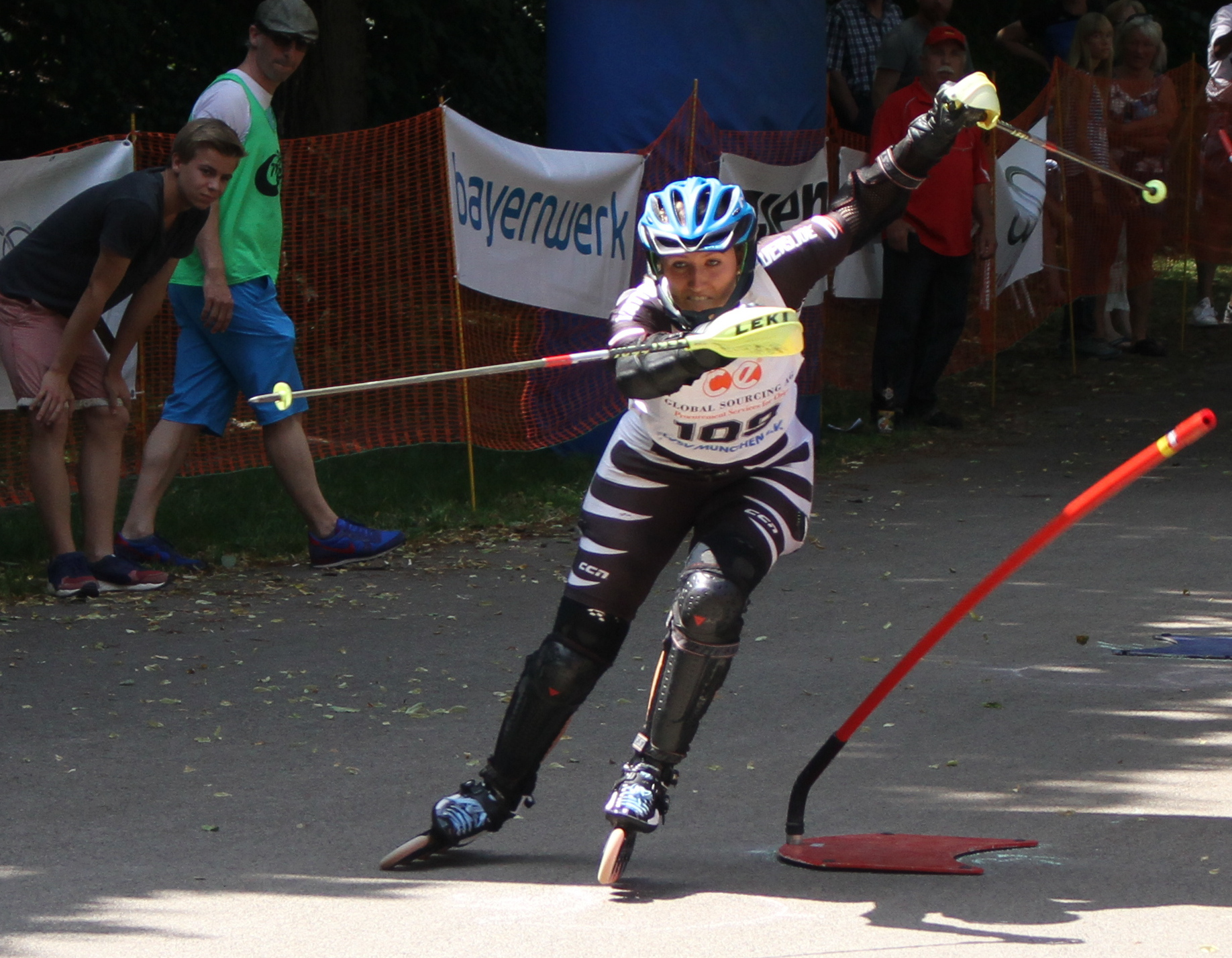
Internationaler Münchner Inline Cup, Westpark, Monaco die Bavariere, 2015

L'inline alpine slalom è uno sport sia maschile sia femminile la cui dinamica è molto simile a quella dello slalom speciale dello sci alpino. 
Sebbene siano in sviluppo configurazioni dei pattini adatte al manto erboso e alla terra, ad oggi i regolamenti internazionali permettono la pratica e le competizioni ufficiali solo su strade asfaltate in discesa. Gli atleti devono scendere con i pattini in linea e impugnando bastoni simili a quelli utilizzati per la pratica dello sci alpino restano all'interno di un percorso delimitato da pali snodati analoghi a quelli per lo slalom speciale sci.
Le gare di inline alpine slalom sono articolate in due manche e risulta vincitore l'atleta che ottiene la somma dei tempi di manche più bassa.
L'inline alpine slalom è una disciplina della Federazione Internazionale Sport Rotellistici, WorldSkate. Dal 2004 si svolge un circuito di 5-6 gare con punteggi e modalità di svolgimento analoghi alla Coppa del Mondo di sci alpino denominato fino al 2009 "Coppa Europa" e dal 2010 "Coppa del Mondo". 
Nel 2010 si sono disputati i primi Campionati del Mondo della disciplina.
Secondo i dati Worldskate, la disciplina ha vissuto dal 2004 un aumento esponenziale degli atleti agonisti. A fine 2017, gli atleti agonisti del circuito mondiale sono 2027.
Nel 2018 l'Italia ospita una tappa della Coppa del Mondo.